# Davidian Seventh Day Adventist Association
Davidian Seventh Day Adventist Association (DSDA) var en kristen sekt, bildad 1962 av adventistpastorn Martin James Bingham.
Pastor Bingham hade varit äldste inom General Association of Davidian Seventh-day Adventists (GADSA), ett trossamfund som skakats av motsättningar sedan grundaren Victor Houteffs död 1955.
Houteffs änka hade, efter att felaktigt ha förutspått att Jesu andra tillkommelse skulle infalla 1959, upplöst GADSA 1962. Senare gifte hon om sig och återvände till Sjundedagsadventisterna.
Bingham, som hela tiden ifrågasatt mrs Houteff och hennes förmenta profetior, vägrade dock att överge davidianismen, som den lagts fram i grundarens bok, Herdestaven.
Bingham kallade tidigare GADSA-medlemmar från Kanada, USA, Västindien och Indonesien 
till ett möte i Los Angeles, där DSDA bildades.
1965 hoppade de flesta av äldsterådets medlemmar av, beroende på inre bråk.
En av Binghams tidigare skyddslingar, Don Adair bildade till exempel The General Association of Davidian Seventh-Day Adventists.